# ロボットカーニバル
『ロボットカーニバル』（Robot Carnival）は、ロボットをテーマにした7本の短編とオープニング&エンディングで構成された約91分のオムニバスOVA。1987年7月21日にビデオが発売された。
漫画家1人とアニメーター8人が制作に参加。オープニングとエンディングを手がけた漫画家の大友克洋はアニメーターの福島敦子に作画を手伝ってもらったが、他の7人のアニメーターは監督だけでなく作画も自身で担当している。総合演出は鈴木幸雄、殿勝秀樹。

## 概要
企画の始まりは、アナザープッシュピンプランニング（A.P.P.P）の野村和史プロデューサーが、アニメ監督の北久保弘之に何か新しい企画を立てないかと持ち掛けたこと。北久保は最初、大勢のアニメーターがミュージッククリップを作ったら面白いのではないかと考えたが、アニメーターたちに声をかけていくうちに話が膨らみ、最終的にアニメーターが個人作家として短編を作る企画となった。
実際にアニメーターたちを誘ったのは、北久保と森本晃司の2人だった。特に北久保がプロデューサー的な役割を担って積極的に動き、大友克洋や梅津泰臣、大森英敏、北爪宏幸などを巻き込んでいった。
企画内容は「共通するモチーフは『ロボット』であり、何らかのかたちでロボットさえ出せば、あとはそれぞれの監督が何をやっても構わない。セールスなども考えなくていい」というものだった。1980年代半ばまでの初期のOVAはクリエイター至上主義で作られたものが多く、『ロボットカーニバル』の企画はその中でも特にそれが色濃く出たものだった。しかし、制作に2年もかかってしまい、発売までの間に業界の「クリエイター主義」の勢いも衰えていて、注目を集めることが出来なかった。
商業的には成功したとは言えないものの、国内外ののちのクリエイターたちには影響を与えている。
2000年に国内でDVDがリリースされ、2021年にはアメリカのアニメーション専門のインディレーベルDiscotek Mediaから4K UHD Blu-rayがリリースされた。

## オープニング & エンディング

### 解説
オープニングとエンディングではあるが、きちんと1本の作品になっている。監督の大友克洋に参加依頼があった時、すでに自身の漫画『AKIRA』のアニメ化の準備作業に入っていたのと、最初から「絵コンテだけでいいからやってほしい」というオーダーであったため、彼が担当したのは絵コンテまでで、以降の作業はキャラクターデザイン・作画の福島敦子や美術の山本二三にすべてお任せ状態だった。

### あらすじ
（オープニング）荒れ果てた砂漠地帯の小さな集落で、「ロボットカーニバル」の到来を告げるチラシが風に乗って少年のもとに届く。慌てて村中に知らせる少年の話を聞いて、村中の人々が自分の家に逃げ込む。そこへ砂漠の向こうからキャタピラの上に載った「ロボットカーニバル」という巨大なロゴが迫って来る。ロゴは巨大なメカであり、花火を打ち、紙吹雪をまき散らし、人形のようなロボット達を引き連れ、軽快な音楽に乗せて集落を蹂躙しながら突き進んでいく。
（エンディング）集落を破壊した「ロボットカーニバル」はその後、海を渡り、都会で活躍した。しかし、今や誰もいない砂漠で朽ち果てようとしていた。しばらくして男が通りかかり、崩れてしまった「ロボットカーニバル」から銀色の球を持ち帰る。球の中から小さな踊り子ロボットが現れて男の子供たちは大喜びするが…。

### メインスタッフ
- 監督・シナリオ・絵コンテ - 大友克洋
- キャラクターデザイン・原画 - 福島敦子
- 美術 - 山本二三
- 効果 - 佐藤一俊（E&M）

## 「フランケンの歯車」

### 解説
「横たわっていたロボットが立ち上がる」というだけの内容で、舞台も室内に限定しているが、大変に動的なフィルム。画面構成や描き込みは緻密でありながら、ダイナミックに動きまくる。

### あらすじ
雷鳴のとどろく中、古城の研究所で、マッドサイエンティストの老人がロボットを起動させようと悪戦苦闘している。横たわっていたロボットがゆっくり立ち上がり、老人は歓喜するが…。

### メインスタッフ
- 監督・シナリオ・キャラクターデザイン - 森本晃司
- 美術 - 池畑祐治
- 効果 - 佐藤一俊（E&M）

## 「DEPRIVE」

### 解説
『新造人間キャシャーン』『破裏拳ポリマー』等の往年のタツノコ作品をオマージュした肉弾アクション主体の正統派のヒーローアニメ。アメコミ風の敵のボス、カムラ・トルーのデザインは監督の大森英敏の師匠にあたる湖川友謙が担当し、他のメカデザイン等も、一部、大森が当時所属していたビーボォーのメンバーが手伝っている。
大森は、参加段階で北久保に「メンバーに業界的には評価されているアニメーターが集まっているが、彼らは一般的には知られていない。そこでアニメ雑誌を読んでいるようなファンに人気があるアニメーターに参加してもらおうという意図で大森と北爪宏幸を誘った」ということを聞かされた。「アニメーターが好きな作品を作る」という『ロボットカーニバル』の企画に共感した大森は、「この作品は多くの人に観てもらって、受けなくてはいけない」と考え、本当に描きたいものではなく、アニメファンが自分に期待するものと自分がやりたいもののバランスを取ってこの作品を作った。

### あらすじ
平和な未来都市に、宇宙船に乗った凶悪なロボット兵団が攻めて来た。破壊され、友人の少女を目の前で連れ去られた作業用ロボットのツ・ムジは、少女を奪い返すために自らを戦闘用ロボットへと改造し、敵の本拠地に乗り込む。

### メインスタッフ
- 監督・シナリオ・キャラクターデザイン - 大森英敏
- 美術 - 松本健治
- 効果 - 佐々木純一（アニメサウンドプロダクション）

## 「プレゼンス」

### 解説
梅津泰臣の美意識と思い入れを突き詰めた作品で、彼のフェテッシュな部分も存分に盛り込まれている。演出的にも充実した仕上がりだが、それだけでなく、梅津は物語や作画も含めて映画的なものを作ろうとして作品の骨格を組み立てたと語っている。制作当時、梅津はまだ20代だったが、「中年男と少女」「老人と少女」というモチーフを選んでいる。主人公を演じたのは『ウルトラセブン』のモロボシ・ダン役で知られる森次晃嗣で、『ウルトラセブン』のファンである梅津のキャスティング。

### あらすじ
科学技術が発達し、人間そっくりのロボットが人間と一緒に暮らしている世界。周囲から愛妻家と思われている主人公には人には言えない秘密があった。森の中の小さな小屋に、彼が作った少女ロボットを隠していたのだ。母親の愛情を知らずに育った主人公は、キャリアウーマンの妻からは得られない女性的なものを少女に求めた。しかし、少女ロボットは人格を持つようになる。人間らしくなった少女ロボットを主人公は拒絶する。そして時は流れ、年老いた主人公の前に少女ロボットが姿を現す。

### メインスタッフ
- 監督・シナリオ・キャラクターデザイン - 梅津泰臣
- 作画協力 - 寺沢伸介、二村秀樹
- 美術 - 山川晃
- 効果 - 森賢二（フィズサウンド）

キャスト
主人公：森次晃嗣
少女：町田淳子
おばあさん：花形恵子
娘（結婚後）：滝沢久美子 / 娘（結婚前・こども）：村田彩
孫（主人公の孫）：藤枝成子
同僚：梅津秀行
男A：稲垣悟 / B：梅津秀行 / C：沢木郁也
子供A：菊池英博 / B：浪川大輔 / C：中村竜彦 / D：菊池英博
小型メカの声：滝沢久美子

## 「STARLIGHT ANGEL」

### 解説
全体の構成はプロモーションビデオ風で、対象は中学生くらいの女の子。監督の北爪宏幸は、「普段はハードなメカ物ばかりやっているのでふんわりした感じの作品をやってみたかった」と語っている。内気でナイーブな女の子のキャラはそれまで作ったことがなく、一度描いてみたかったのだという。
北爪は作品を振り返って、「技術的なところで力不足は感じるが、自分のやろうとした事は達成できているし、『描きたい』という気持ちも昇華できた。しかし他の監督は非常に高い所にハードルを設定して作品を作っているので、自分や大森英敏の作品はその中ではオマケのようなもの」と述べている。一方で、息をのんで鑑賞するような作品が多い中、見ている人を和ませることができたし、自分も楽しんで作れたとも語っている。

### あらすじ
2人の少女が夜の遊園地に遊びに行く。そこはロボットをモチーフにした遊園地だった。主人公の少女は友人の少女に恋人を紹介されるが、それは主人公の恋人であった。裏切られたことを知った主人公は泣きながら駆け出してしまう。1人で遊園地を歩いていた彼女は、やがて夢の世界に入り込む。夢の世界で少女を助けてくれたのは、遊園地でロボットの着ぐるみを着て働いていた青年だった。

### メインスタッフ
- 監督・シナリオ・キャラクターデザイン - 北爪宏幸
- 美術 - 島崎唯
- 効果 - 森賢二（フィズサウンド）

## 「CLOUD」

### 解説
監督はマオラムドこと大橋学。マオラムドは大橋の俳号である。かつて自費出版した絵本『雲と少年』を元にして作り上げた。物語よりも、次から次へと展開される絵画のようなビジュアルを楽しむアートアニメーション。画面の中に横長のフレームが設定されており、主にその中で物語が進む。大橋は、ロボット物やメカ物はあまり好きではなく、自然現象や、メタモルフォーゼを描くのが好きだった。そこで、主人公の少年をロボットの姿とし、様々な形で現れる雲で、主人公の心の動きを表現した。音楽は、大橋自身の指名で、当時21歳だった藤田意作が担当している。
大橋は、過去にテレビアニメ『宝島』のオープニングとエンディングを監督の出﨑統に「好きなように表現していい」と言われて仕上げた経験と、彼が子供の頃に憧れていた『ポパイ』や『マイティマウス』のような愉快な作品を作れない悔しさがこの作品を生んだのかもしれないと言っている。

### あらすじ
ロボットの少年がうつむいたまま、画面左に向かってひたすら歩き続ける。少年の背後では雲が流れ、天使が現れ、嵐が来る。やがて、爆発が起きて、キノコ雲が発生する。少年は歩みをとめるが、また歩き始める。少年の背後を、雲、ウサギ、帽子、空飛ぶ円盤などが過ぎ去っていく。最後に振り向いた少年が見るものは…。

### メインスタッフ
- 監督・シナリオ・キャラクターデザイン・美術 - マオラムド（大橋学）
- 原画 - 大橋学
- 動画 - 大橋初根、大橋志歩
- 効果 - スワラプロ

## 「明治からくり文明奇譚〜紅毛人襲来之巻〜」

### 解説
北久保弘之監督によるコメディタッチの「まんが映画」的な作品。声優も、アニメファンにお馴染みの役者が、それぞれが得意とするタイプの役柄でキャスティングされている。『ロボットカーニバル』の中において、娯楽に徹しているのはこの作品だけであり、それゆえに目立つ作品となっている。また、アニメーターでありながら、キャラクターデザインを貞本義行に、メカニックデザインを前田真宏に依頼している。作画も福島敦子に任せた大友克洋を除けば、キャラクターデザインを自分でやらなかったのは北久保だけであり、その作品に適した絵描きにデザインを任せるというプロデューサー的な資質を持つ彼らしい作り方をしている。
北久保が最初に作ろうと思ったのは、町中にいきなり巨大ロボットが現れ、人々がパニックに陥る。そのパニックを事件としてとらえ、ディテールを描き込むといった抽象的な作品だった。しかし、他の参加者の作品が明らかになってくると、そのままでは特定のファンにしか受けない作品ばかりになってしまうと考え、娯楽性を高める方向に路線変更したと語っている。しかし、芸術的な作品では自分には勝ち目がないと思って変えたとも言っている。

### あらすじ
明治初期の日本、江戸の港町を異国からやってきたマッドサイエンティスト、ジャン・ジャック・ヴォーカーソンIII世の巨大ロボット"我が愛しのティンカーベル号"が襲う。三吉と仲間達は、長屋の人々が祭りのために作った人型巨大からくり御輿"陸蒸気弁慶號"に乗り込んで、ジャン・ジャック・ヴォーカーソンIII世と戦う。

### メインスタッフ
- 監督・シナリオ - 北久保弘之
- キャラクターデザイン - 貞本義行
- メカニックデザイン - 前田真宏
- 作画協力 - 毛利和昭、森山ゆうじ、川名久美子
- 美術 - 佐々木洋
- 効果 - 佐々木純一（アニメサウンドプロダクション）

キャスト
三吉：富山敬
やよい：横山智佐
ふく助：三輪勝恵
伝次郎：塩沢兼人
大丸：西尾徳
ジャン・ジャック・ヴォーカーソンIII世：James・R・Bowers

## 「ニワトリ男と赤い首」

### 解説
動きによる表現力について、高く評価されているなかむらたかしが監督。しかし、本作ではキャラクターのデザインや動きが、アメリカの古典的なキャラクターアニメーションを思わせるものになっており、作品全体の印象がバタ臭いものになっている。もともとディズニーやフライシャーなどのフルアニメに対する思い入れが昔からあり、それを目指しているような部分があったが、本作で初めてその目指していたものをストレートな形で作ることになった。しかし、「こういう部分はディズニー的な動き」「こういう部分は東映長編的な動き」という風に意識してやったわけではなく、自然と出たものだという。
しかし、ファンが期待していたのは『幻魔大戦』や『未来警察ウラシマン』のような劇画的、アニメ的なキャラクターと、それがリアルに動くようなテイストであり、それを裏切ることになった。そのことについて、なかむらは「それらはストーリーに沿ってキャラに芝居させる『アニメ』であり、この作品はそういうものから解き放たれて好きなように動かす『アニメーション』であるから」と答えている。
アニメーターとしてのなかむらの方向性が変わっていった途上の作品であり、ターニングポイントになった仕事でもあった。そのすぐ後に手がけた『AKIRA』でも、動きに関してはアメリカの古典的なキャラクターアニメーションの影響が見られた。

### あらすじ
人気のない夜の大都会で、メカの魔物達による饗宴がはじまる。それに巻き込まれた男は、魔物のリーダー格であるマントを羽織った鳥のような怪人、ニワトリ男に追い回される。

### メインスタッフ
- 監督・シナリオ・キャラクターデザイン - なかむらたかし
- 美術 - 沢井裕滋
- 効果 - 佐々木純一（アニメサウンドプロダクション）

## スタッフ
- 演出 - 鈴木幸雄、殿勝秀樹
- 演出助手 - 木村哲
- 色指定 - 村上和子、前原幸弘
- 検査 - 滝口佳子
- 特殊効果 - 榊原豊彦、阿部郷、寺岡伸治
- 撮影監督 - 森田俊昭
- 撮影 - トランスアーツ
- 音楽 - 久石譲、藤田意作、武市昌久
- 音響監督 - 本田保則
- 製作 - 野村和史、A.P.P.P.CO.,LTD.

## 映像商品
| タイトル           | 発売日         | 規格 | 規格品番  | レーベル                   | 備考         |
| ------------------ | -------------- | ---- | --------- | -------------------------- | ------------ |
| ロボットカーニバル | 1987年７月21日 | VHS  | VTG-269   | A.P.P.P./ ビクター音楽産業 |              |
| ロボットカーニバル | 1995年9月20日  | LD   |           | バンダイビジュアル         |              |
| ロボットカーニバル | 2000年11月25日 | VHS  | BIVA-1268 | ビームエンタテインメント   |              |
| ロボットカーニバル | 2000年11月25日 | DVD  | BIBA-1268 | ビームエンタテインメント   | 初回限定版。 |
| ロボットカーニバル | 2000年11月25日 | DVD  | BIBA-2268 | ビームエンタテインメント   | 通常版。     |